# Caryl Férey
Caryl Férey (Caen, Calvados; 1 de junio de 1967) es un escritor francés especializado en novela policíaca. 

## Biografía
Caryl Férey ha crecido en Bretaña después de que su familia se hubo instalado en Montfort-sobre-Meu cerca de Rennes en 1974, pero es parisino de adopción. Sus padres le pusieron su nombre de pila en homenaje a Caryl Chessman, un criminal símbolo de la lucha contra la pena de muerte. Gran viajero, ha recorrido Europa en moto, después ha dado una vuelta al mundo a los 20 años. Ha trabajado sobre todo para la Guía del routard.
Ha obtenido el Premio SNCF del polar 2005 por Utu y el gran premio de literatura policial 2008 por Zulu. En 2009, obtiene el premio Jean Amila del Salón del libro de expresión popular y de crítica social de Arras por Zulu.

## Ambientación
Se ha especializado en escribir novelas situadas en países lejanos. Para Haka eligió Nueva Zelanda y para preparar Zulu vivió un año en Sudáfrica. Mapuche está ambientada en Los Andes.

## Obra

### Novelas
- Con un ángel sobre los ojos
- Delicta Mortalia : pecado mortal
- Haka
- Los Misterios del oued
- Les Causes du Larzac
- Utu - Premio SNCF del polar francés 2005 - Premio Sangre de tinta 2005 - Premio Michel-Lebrun 2005[1][2]

- Zulu
  - Gran premio de literatura policial 2008
  - Premio de la Novela Negra Nouvel Observateur/Bibliobs 2009[3]
  - Gran premio de las lectoras de Ella, Policía 2009[4]
  - Premio Jean Amila-Meckert 2009[5]
  - Gran Premio de la Novela Negra Francés 2009[6]
  - Premio Misterio de la crítica 2009[7]
- Mapuche
  - París, Éd. Gallimard, 2012 (Serie negra). (ISBN 978-2-07-013076-4)
  - Premio Landerneau Polar 2012[8]
  - Premio Ténébris 2013
- Las Noches de San Francisco
- Condor

## Adaptaciones
- 2013 : Zulu (película de 2013), película francesa y británica dirigida por Jérôme Salle según la novela homónima, con Orlando Bloom y Forest Whitaker.